# Jean-Baptiste Stuck
Jean-Baptiste Stuck (també conegut pels pseudònims Baptistin, Batistin o Battistin) (Liorna, 6 de maig de 1680 – París, 9 de desembre de 1755) fou un violoncel·lista i compositor italo-alemany, del Barroc.
Poc se sap dels primers anys de la vida de Stuck. Provenia d'una família de comerciants alemanys, i era fill de Giovanni Giacomo-Stuck i Barbara Hellerbeck. A partir de 1702 es trobava en el servei de la comtessa de Lemos a Nàpols. Encarregat d'escriure àries per a la representació de l'òpera L'innocent inganno de Tomaso Albinoni, que es va estrenar sota el nou títol de Rodrigo en Algieri el 10 de desembre de 1702 a Nàpols en el Teatre Sant Bartolimeo.
Poc després Stuck es va traslladar a París. En 1705, va publicar la col·lecció Für das Jahr 1701 a través de l'editorial Ballard. A París, fou membre de la Chapelle Royal i violoncel·lista al servei de Felip II d'Orleans. En 1722, era el primer violoncel·lista en l'orquestra de l'Òpera, desplaçant el violí. En 1733 va rebre la ciutadania francesa, ja que el seu art fou molt apreciat en aquest país.
Va compondre les òperes: Meléagre (1709); Manto la fée (1711) i Polidore (1720, gran nombre de balls destinats a les representacions de la cort i quatre llibres de cantates.